# Boulton & Paul Sidestrand
Die Boulton & Paul P.29 Sidestrand war ein zweimotoriger mittlerer Tagbomber der Royal Air Force. Der Doppeldecker hatte 1926 seinen Erstflug. Benannt wurde die Maschine nach der Ortschaft Sidestrand im District North Norfolk.

## Geschichte
Die beiden Prototypen hatten die Bezeichnung Sidestrand MK I. Diese beiden Maschinen und die ab 1928 darauf folgenden sechs Stück des ersten Produktionsloses (Sidestrand MK II) wurden von Motoren des Typs Bristol Jupiter VI ohne Propellergetriebe angetrieben, die folgenden neun Maschinen Sidestrand MK III erhielten untersetzte Jupiter-VIIIF-Motoren. Als letztes wurden noch drei MK II produziert.
Drei Maschinen der Reihe MK III wurden auf die Konfiguration MK V umgebaut, diese Version wurde dann in Overstrand umbenannt. Die Boulton & Paul P.75 Overstrand ersetzte die Sidestrand ab Dezember 1934.

## Bauweise und Besonderheiten
Der verspannte Doppeldecker war in Metallbauweise aus Stahl und Leichtmetall aufgebaut. Er hatte ein luftgefedertes und hydraulisch gedämpftes Spornradfahrwerk. Die Motoren waren in kleinen Motorgondeln an der unteren Tragfläche montiert. Es kamen luftgekühlte Neunzylinder-Sternmotoren vom Typ Bristol Jupiter zum Einsatz.
Für den Rumpf kamen Stahlrohre mit Leichtmetall-Knotenverbindern zur Verwendung. In ihm waren hintereinander die Plätze von Bugschütze, Pilot und hinterem Schützen angeordnet. Dieser konnte wahlweise – je nachdem, von welcher Position der Angreifer sich näherte, von der Rumpfoberseite nach hinten oben oder durch eine Öffnung in der Rumpfunterseite nach schräg unten feuern. Cockpit und Schützenstände waren offen. Im Rumpf befanden sich hintereinander drei Kraftstofftanks mit insgesamt 225 Gallonen Inhalt (vorn 90 gal., Mitte 65 gal., hinten 70 gal.), wobei die Versorgung der Motoren aus dem mittleren Tank erfolgte. Für Überführungen mit reduzierter Zuladung konnten zusätzliche 35 gal. Treibstoff mitgeführt werden.
Die verspannten und abgestrebten Tragflächen waren in Holm- und Rippenbauweise aufgebaut. Querruder waren im oberen und unteren Flügel vorhanden. Die Tragflächen hatten einen rechteckigen Grundriss, die Außenflügel waren ab den Motorgondeln leicht nach hinten gepfeilt. Die Holme bestanden aus einem Verbund von gewalzten Stahlblechprofilen. Die profilgebenden Tragflächenrippen waren ebenfalls aus verschiedenen Stahlprofilen zusammengesetzt. Die Flügel waren stoffbespannt. Als Tragflächenprofil wurde das „BP10“ verwendet, ein modifiziertes Schukowski-Profil.

## Technische Daten
- Spannweite: 21,92 m
- Länge: 14,02 m
- Höhe: 4,52 m
- Flügelfläche: 91,04 m²
- Leermasse: 2726 kg
- max. Startmasse: 4627 kg
- Dienstgipfelhöhe: 6315 m
- Reichweite (mit max. Beladung): 805 km
- Besatzung: 3
- Höchstgeschwindigkeit: 225 km/h
- Landegeschwindigkeit: 76 km/h (82 km/h mit stehenden Motoren)
- Motoren: zwei Sternmotoren Bristol Jupiter VIIIF mit jeweils 343 kW Leistung
- Bewaffnung: zwei 7,7-mm-Lewis-Maschinengewehre in zwei Waffenständen
- Bombenlast: 476 kg (max.)